# مازیر
مازیر (به لاتین: Mazyr) یک شهر در بلاروس است که در منطقه مازیر واقع شده‌است. مازیر ۴۴٫۱۳۸۱ کیلومتر مربع مساحت و ۲۵۰٬۱۰۳ نفر جمعیت دارد و ۱۶۰ متر بالاتر از سطح دریا واقع شده‌است.

## خواهرخوانده
شهر خوینیتسه خواهرخواندهٔ مازیر هست.